# María Miranda i Cuervas
María Asunción Miranda Cuervas (Castelldefels, 23 de juliol de 1973) és una política catalana del PSC i alcaldessa de Castelldefels entre els anys 2017 i 2023.
Llicenciada en Ciències de la Comunicació a l'especialitat de Publicitat i Relacions Públiques per la Universitat Autònoma de Barcelona. La seva formació acadèmica es va completar amb un Màster en Estratègia i Màrqueting Polític a l'Institut de Ciències Polítiques (ICP). La seva vida laboral, en un primer moment va anar lligada al món del màrqueting i la comunicació. Militant del PSC, posteriorment s'ha centrat a l'àmbit de l'Administració Pública, on ha ocupat diversos llocs de responsabilitat a l'Ajuntament de Castelldefels: Cap de Gabinet d'Alcaldia, Regidora de Règim interior, Regidora de Festes i Regidora d'Urbanisme i de Turisme i Consellera Comarcal de Turisme, càrrecs que compatibilitza amb la seva activitat privada al món de la consultoria de màrqueting i comunicació.
Fruit del pacte de govern pentapartit entre PSC, MOVEM Castelldefels-En Comú Podem, ERC, PDeCAT i CSPOT, el 10 de juny de 2017 Miranda va ser investida alcaldessa de Castelldefels, rellevant Candela López Tagliafico, de Movem, que havia governat els dos primers anys de mandat, i en les eleccions de 2019, tot i que va guanyar el PP, va ser escollida de nou amb els vots de Socialistes, Movem i ERC, havent de reconstruir el govern municipal a la sortida de Movem el 2020.